# Maryville (Missouri)
Maryville ist eine City innerhalb des US-Bundesstaates Missouri und der Verwaltungssitz des Nodaway County. Gemäß Volkszählung aus dem Jahr 2020 hatte die Stadt 10.633 Einwohner.

## Geschichte
Maryville wurde am 1. September 1845 parzelliert. Der Name Maryville geht auf den ersten Postmeister der Stadt, Amos Graham, zurück. Graham war einer der ersten Siedler des späteren Stadtzentrums von Maryville, und die Stadt wurde nach seiner Frau Mary benannt. Zusätzlich zu seiner oben erwähnten historischen Rolle war Graham auch einer der ersten Kommissare von Nodaway County und diente als erster Bezirksschreiber, als der County 1845 formell organisiert wurde. Maryville, das in der Nähe des geografischen Zentrums von Nodaway County liegt, wurde im selben Jahr auch zum Sitz des County ernannt. Die Stadt wurde 1856 gegründet, 1857 aufgelöst, 1859 wieder neu gegründet, während des Bürgerkriegs aufgelöst, 1869 wieder gegründet, 1869 erneut aufgelöst und schließlich am 19. Juli 1869 erneut gegründet.

## Demografie
Nach einer Schätzung von 2019 leben in Maryville 11.599 Menschen. Die Bevölkerung teilt sich im selben Jahr auf in 90,9 % Weiße, 4,0 % Afroamerikaner, 0,3 % amerikanische Ureinwohner, 2,1 % Asiaten, 0,2 % Ozeanier und 1,8 % mit zwei oder mehr Ethnizitäten. Hispanics oder Latinos aller Ethnien machten 2,0 % der Bevölkerung aus. Das mittlere Haushaltseinkommen lag bei 34.258 US-Dollar und die Armutsquote bei 30,4 %.
| Jahr | Einwohner¹ |
| ---- | ---------- |
| 1950 | 6.834      |
| 1960 | 7.807      |
| 1970 | 9.970      |
| 1980 | 9.558      |
| 1990 | 10.663     |
| 2000 | 10.581     |
| 2010 | 11.972     |
| 2020 | 10.633     |

¹ 1950 – 2020: Volkszählungsergebnisse

## Bildung
In Maryville befindet sich die Northwest Missouri State University, eine 1905 gegründete öffentliche Universität.

## Söhne und Töchter der Stadt
- Lynne Overman (1887–1943), Schauspieler
- Dale Carnegie (1888–1955), Kommunikationstrainer und Autor
- Albert Leroy David (1902–1945), Marineoffizier
- Truman H. Landon (1905–1986), General der United States Air Force
- Sarah Caldwell (1924–2006), Operndirigentin
- Harley Race (1943–2019), Wrestler
- Craig Cobb (* 1951), Rechtsextremer Aktivist
- Zach Morley (* 1983), Basketballspieler